# روتون (تشيشير)
روتون (بالإنجليزية: Rowton, Cheshire)‏ هي قرية وأبرشية مدنية تقع في المملكة المتحدة في إنجلترا. يقدر عدد سكانها بـ 497 نسمة .